# 安青
安青（1970年8月—），女，北京人，中华人民共和国外交官，现任中华人民共和国驻刚果共和国特命全权大使。

## 生平
安青毕业于外交学院法语专业、外交学专业。曾任外交部翻译司参赞，外派驻法国大使馆、驻阿尔及利亚大使馆工作，任驻阿尔及利亚大使馆政务参赞。2021年，任外交学院专职党委副书记兼中国外交培训学院副院长。2025年6月，出任中华人民共和国驻刚果共和国大使。